# Дескати
Деска́ти (греч. Δεσκάτη) — малый город в Греции, самый южный город в Македонии. Находится на высоте 866 метров над уровнем моря, между горами Камвуния и Хасия, в 277 километрах к северо-западу от Афин, в 129 километрах к юго-западу от Салоник, в 42 километрах к югу от Козани, в 32 километрах к юго-востоку от Гревены и в 32 километрах к северо-западу от Эласона. Административный центр одноимённой общины (дима) в периферийной единице Гревене в периферии Западной Македонии. Население 3508 жителей по переписи 2011 года. Жители преимущественно заняты в сельском хозяйстве.
По южной окраине города проходит национальная дорога 26.

## Сообщество Дескати
В общинное сообщество Дескати входят четыре населённых пункта. Население 3598 жителей по переписи 2011 года. Площадь 126,387 квадратного километра.
| Населённый пункт | Население (2011), человек |
| ---------------- | ------------------------- |
| Айос-Еорьос      | 0                         |
| Дескати          | 3508                      |
| Диаселакион      | 2                         |
| Йилофос          | 88                        |

## Население
| Год  | Население, человек |
| ---- | ------------------ |
| 1991 | 4300               |
| 2001 | 3956               |
| 2011 | ↘ 3508             |